# Cantó de Lo Borg Devisac
El cantó de Lo Borg Devisac és un cantó francès del departament de Tarn i Garona, situat al districte de Los Sarrasins. Té 7 municipis i el cap és Lo Borg Devisac.

## Municipis
- Lo Borg Devisac
- Braçac
- Faurós
- La Cort
- Miramont de Carcin
- Sent Nasari de Valentana
- Tofalhas

## Història
| Data d'elecció                           | Identitat      | Partit        | Qualitat |
| ---------------------------------------- | -------------- | ------------- | -------- |
| 1982-2001                                | Étienne Millet | Divers droite |          |
| 2001-2008                                | Roger Lafon    | Divers droite |          |
| 2008-                                    | Alain Lacombe  | Divers gauche |          |
| les dades anteriors no són pas conegudes |                |               |          |
|                                          |                |               |          |